# Bryant Dunston
Bryant Kevin Dunston jr. (* 28. Mai 1986 in New York City, New York) ist ein US-amerikanisch-armenischer Basketballspieler. Nach dem Studium in seinem Heimatland begann Dunston eine Karriere als Berufsbasketballspieler, in der er zunächst in der südkoreanischen Korean Basketball League spielte. Ab 2010 spielte Dunston dann auch in Europa, wo er nach Stationen in Griechenland, Israel und Italien 2013 zum Euroleague-Gewinner Olympiakos Piräus kam. Piräus verpasste jedoch die Titelverteidigung im höchstrangigen europäischen Vereinswettbewerb, in dem Dunston als bester Verteidiger der Euroleague-Spielzeit 2013/14 ausgezeichnet wurde. Auch in der griechischen A1 Ethniki wurde Olympiakos nur Vizemeister, nachdem man die Finalserie um die Meisterschaft 2014 gegen Titelverteidiger Panathinaikos Athen verlor.

## Karriere
Dunston wuchs in Queens auf, wo er an der St. John’s Preparatory School seinen Schulabschluss machte. Anschließend bekam er 2004 einen Studienplatz an der Fordham University, ebenfalls in New York City. Hier spielte Dunston für die Hochschulmannschaft Rams in der Atlantic 10 Conference (A-10) der NCAA, in der unter anderem der spätere Basketball-Bundesliga-Spieler Jermaine Anderson sowie der Deutsche Sebastian Greene zu seinen Mannschaftskameraden zählten. Dunston gewann die Auszeichnung als „A-10-Freshman of the Year“ 2005 sowie als erster Spieler der Rams eine Auszeichnung als einer der besten fünf Spieler der Conference in das „A-10-First Team“ 2006. Die Rams konnten jedoch seit ihrer Aufnahme 1995 in die A-10 keine besonderen Erfolge in ihrer Conference erreichen und so nahm Dunston mit Fordham nie an einem landesweiten NCAA-Endrundenturnier teil. Mit 1.832 Punkten und 993 Rebounds war Dunston am Ende seiner vierjährigen Collegekarriere in der mannschaftsinternen Bestenliste der zweitbeste Korbschütze und viertbeste Rebounder der Rams; mit 294 geblockten Würfen setzte sich Dunston sogar an die Spitze der ewigen Bestenliste. Im Juli 2014 wurde Dunston in die Sportler-Ruhmeshalle seiner Hochschule aufgenommen.
Nachdem Dunston im NBA-Draftverfahren 2008 von keinem Klub ausgewählt worden war, unterschrieb er 2008 seinen ersten professionellen Vertrag bei Mobis Phoebus aus Ulsan in der Korean Basketball League. Die Mannschaft verbesserte sich vom vorletzten Tabellenplatz der Vorsaison auf den ersten Platz in der Saisonhauptrunde 2008/09, doch in der Play-off-Halbfinalserie um den Titel verlor man gegen Seoul Samsung Thunder. In der folgenden Saison erreichte man nach dem ersten Platz der Hauptrunde auch die Finalserie, die man gegen den Titelverteidiger Jeonju KCC Egis gewann. Nach zwei Jahren in Südkorea wechselte Dunston zur Saison 2010/11 in die griechische A1 Ethniki zu Aris Thessaloniki. Vor Saisonende wechselte Dunston im Februar 2011 zu Bnei haScharon aus Herzlia in die höchste israelische Spielklasse Ligat ha’Al. Nach dem vierten Platz der Saisonhauptrunde schied die Mannschaft jedoch bereits in der ersten Play-off-Runde um den Titel aus. Für die Saison 2011/12 wechselte Dunston zum Ligakonkurrenten Hapoel aus Cholon. Die Mannschaft erreichte als Fünfter der Hauptrunde das Final-Four-Turnier um den Titelgewinn, bei dem man im Halbfinale Titelverteidiger und Rekordmeister Maccabi Tel Aviv deutlich unterlag. Dunston erzielte in jener Saison die meisten Rebounds mit durchschnittlich 9,4 pro Spiel und die höchste Effektivitätswertung aller Spieler in der Ligat ha’Al.
Für die Spielzeit 2012/13 bekam Dunston einen Vertrag in der höchsten italienischen Spielklasse Lega Basket Serie A beim Traditionsverein Pallacanestro Cimberio aus Varese. Etwas überraschend konnte Varese vier Jahre nach dem Wiederaufstieg den ersten Platz nach der Hauptrunde belegen, in der Dunston erneut die höchste Effektivitätswertung aller Spieler erzielte. In der Play-off-Halbfinalserie verlor die Mannschaft jedoch in sieben Spielen gegen den Titelverteidiger und Serienmeister Montepaschi Siena, gegen die man schon das Endspiel im Pokalwettbewerb „Coppa Italia“ verloren hatte und bei denen unter anderem mit Bobby Brown ein ehemaliger Mitspieler Dunstons bei Aris Saloniki großen Anteil an der später erfolgreichen Verteidigung des Doubles von Siena hatte. Nach der Spielzeit ging Dunston zurück in die griechische A1 Ethniki zu Olympiakos Piräus, das in der Vorsaison erfolgreich ihren Titelgewinn im höchsten europäischen Vereinswettbewerb Euroleague verteidigt hatte. In der Euroleague-Saison 2013/14 schied Olympiakos jedoch diesmal bereits in den Viertelfinal-Play-offs aus, obwohl Dunston als bester Verteidiger der Spielzeit ausgezeichnet wurde. Nach dem verlorenen Finale im nationalen Pokalwettbewerb konnte man sich auch den griechischen Meistertitel gegen Titelverteidiger und Rekordmeister Panathinaikos Athen nicht zurückholen, denen man in fünf Spielen der Best-of-Five-Serie unterlag.
Mit Anadolu Efes SK gewann Dunston 2021 und 2022 die Euroleague. Türkischer Meister wurde er mit der Mannschaft 2019 und 2021. 2023 wechselte er zu Virtus Bologna nach Italien. Zur darauffolgenden Saison wechselte er nach Litauen zu Žalgiris Kaunas. Er gewann mit Kaunas 2025 die litauische Meisterschaft sowie den Pokalwettbewerb. Im Juli 2025 wurde er von Olimpia Mailand verpflichtet.